# Tettigonia viridissima
La cavalletta verde o locusta verdissima (Tettigonia viridissima (Linnaeus, 1758)) è un insetto dell'ordine degli ortotteri e della famiglia dei tettigonidi. Nonostante il nome, non è una cavalletta.

## Descrizione

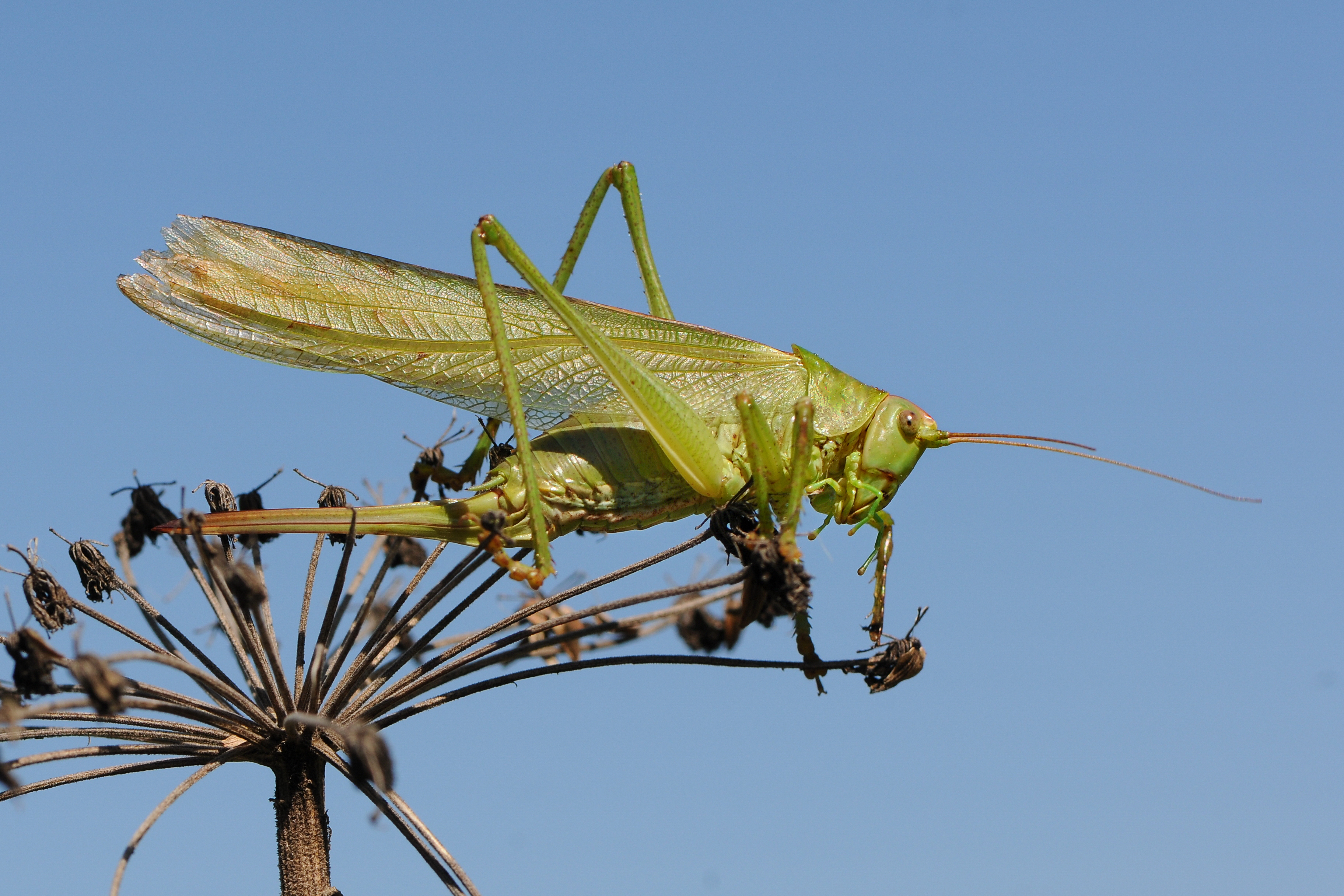
Esemplare femmina

È un insetto di colore verde brillante, con un'unica banda bruna dorsale. È un ortottero di grosse dimensioni, mediamente 28-36 mm per il maschio e 32-42 mm per la femmina; contando le ali, che sono più lunghe dell'addome, un esemplare può raggiungere anche i 50 mm. Le antenne sono eccezionalmente lunghe, così come l'ovopositore della femmina, che può raggiungere i 24-33 mm.
I piedi della cavalletta verde sono in grado di aderire perfettamente al substrato su cui poggiano, sia grazie alla loro particolare conformazione, sia grazie a un fluido colloso che rilasciano, permettendole di camminare anche su superfici lisce o verticali.

## Biologia
La cavalletta verde si nutre principalmente di altri insetti (larve, bruchi, afidi, mosche e piccole farfalle), ma non disdegna i vegetali. È un'ottima volatrice ed è attiva sia di giorno, sia di notte; come tutte le cavallette carnivore, può mordere dolorosamente se catturata.
L'adulto è attivo da luglio a ottobre. La femmina depone le uova molto in profondità sotto terra; il tempo minimo per la schiusa è di un anno e mezzo, ma può salire anche fino a cinque anni. La ninfa è piuttosto simile all'adulto, e attraversa una serie di mute prima di maturare; le ali e l'ovopositore compaiono tra una muta e l'altra.

## Distribuzione e habitat
Si trova comunemente nelle zone erbose, principalmente prati incolti, campi, cespuglieti e anche boschi, ma è stata segnalata anche in contesti urbani; come altitudine, può essere trovata fino a 1800 metri.
È diffusa in gran parte dell'ecozona paleartica, dall'Europa occidentale alla Cina; in Italia è segnalata ovunque.